# Tisselin-Yarcé
Ne doit pas être confondu avec Tisselin.
Tisselin-Yarcé est une commune située dans le département de Tenkodogo de la province de Boulgou dans la région du Centre-Est au Burkina Faso.

## Géographie

### Population
Lors du recensement de 2006, on y a dénombré 232 habitants. Comme son nom l'indique, ce sont des Yarsé.